# Süan Ťiang
Süan Ťiang (730–⁠⁠⁠⁠⁠690 př. n. l.) byla manželka vévody Süana z Wej, který vládl 718 až 700.
Byla dcerou markýze Čchi z klanu Ťiang. Provdala se za vévodu Süana z Wej a stala se matkou vévody Chuej z Wej, který vládl v letech 699 až 697.
Původně byla zasnoubená s korunním princem Ťi-ci, ale její budoucí nevlastní otec se rozhodl vzít si ji sám. Je známá tím, že s podporou svého mladšího syna zařídila vraždu svého nevlastního syna Ťi-ciho tak, že si najala lupiče, aby ho napadli na silnici. Zpočátku byl omylem zabit její vlastní starší syn, protože se převlékl za svého bratra, aby ho ochránil, ale na druhý pokus uspěla.
Když její syn po svém otci nastoupil na trůn, byla svým otcem přesvědčena, aby se stala milenkou svého nevlastního syna prince Šou Čao Po z Wej, se kterým nakonec měla pět dětí.

## Dědictví
Je zařazena do „Životopisů zhoubných a zkažených žen“ v Životopisech významných žen (Lie-nü čuan).